# 散生女贞
散生女贞（学名：Ligustrum confusum）是木犀科女贞属的植物。分布于孟加拉国、缅甸、印度、越南、尼泊尔、不丹、锡金以及中国大陆的西藏、云南等地，生长于海拔800米至2,000米的地区，多生长于山沟灌丛中，目前尚未由人工引种栽培。